# J. William Fulbright

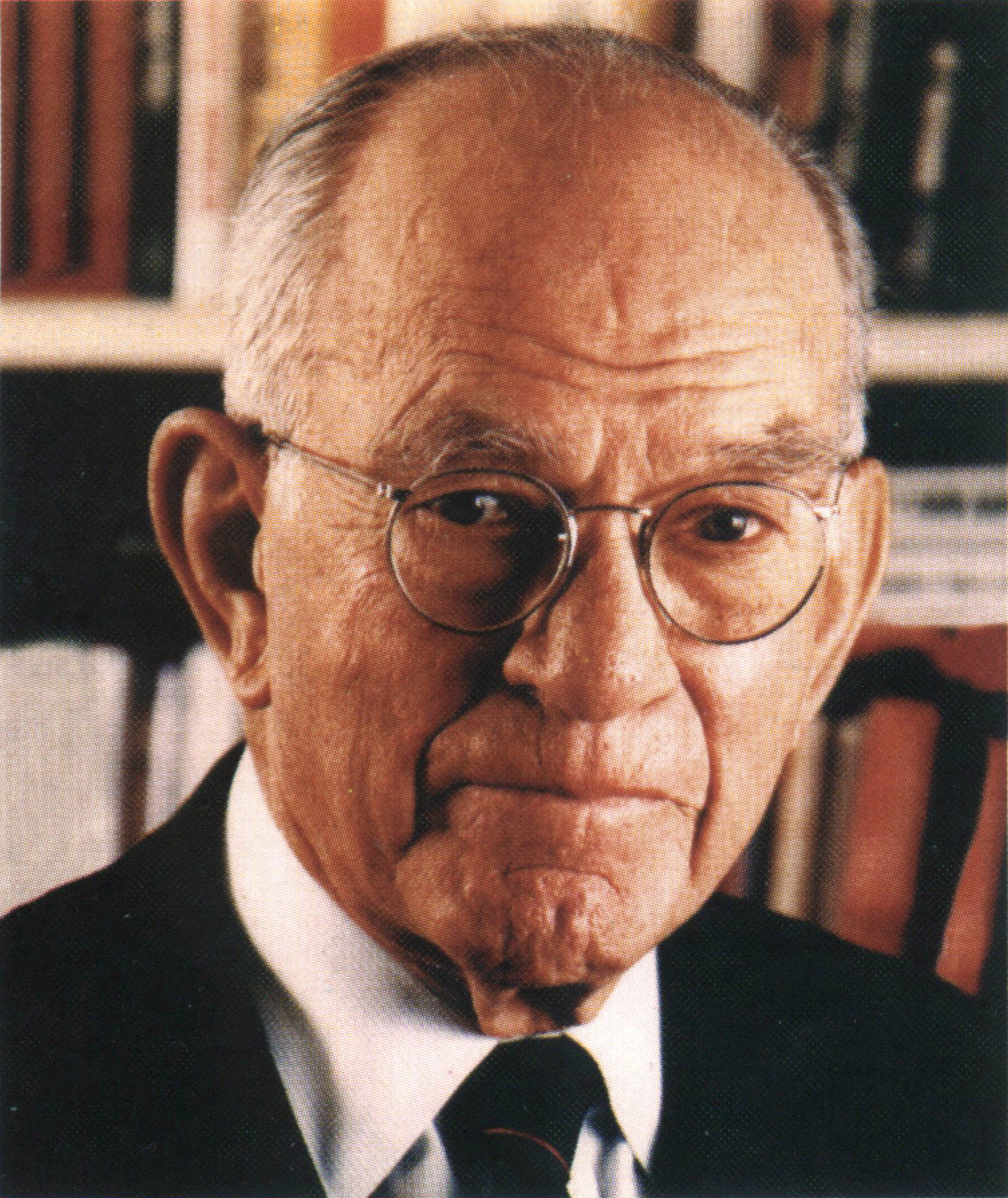
J. William Fulbright

James William Fulbright (* 9. April 1905 in Sumner, Chariton County, Missouri; † 9. Februar 1995 in Washington, D.C.) war ein US-amerikanischer Politiker der Demokratischen Partei. Fulbright vertrat den Bundesstaat Arkansas in beiden Kammern des Kongresses.

## Leben
Nach einem Studium der Politischen Wissenschaften an der University of Arkansas, welches er 1925 abschloss, ging Fulbright mit einem Rhodes-Stipendium an das Pembroke College der Universität Oxford in England, wo er 1928 seinen Masterabschluss machte. Er promovierte 1934 an der George Washington University Law School und erhielt im selben Jahr seine Anwaltszulassung. Zunächst arbeitete er im US-Justizministerium, zwischen 1936 und 1939 hielt er auch Vorlesungen an der University of Arkansas, zu deren Präsident er 1939 gewählt wurde. Er war damals der jüngste Hochschulpräsident seines Landes.

## Politik

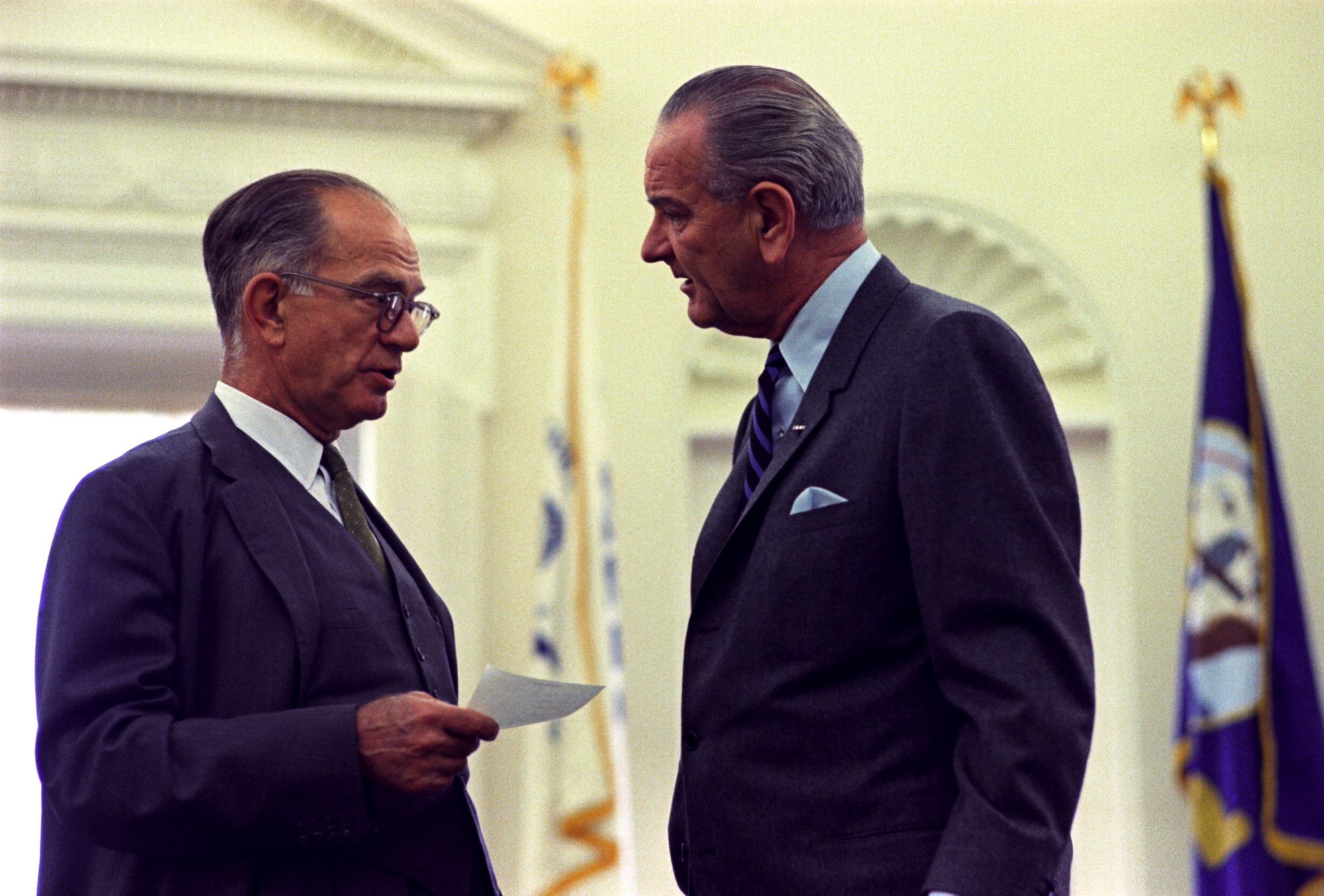
Fulbright (links) im Oval Office bei einem Gespräch mit Präsident Johnson, 1968

Im Jahr 1942 wurde Fulbright als Abgeordneter der Demokratischen Partei ins Repräsentantenhaus der Vereinigten Staaten gewählt. Von 1944 bis 1974 war er anschließend für Arkansas Mitglied des US-Senats. Dort war er unter anderem Mitglied und von 1959 bis 1974 Vorsitzender des Senate Committee on Foreign Relations. Im Jahr 1948 war er Präsident des American Committee for a United Europe.
Als Senator von Arkansas vertrat Fulbright teils Positionen gegen die Mehrheit des Senats. So stimmte er 1954 als einziger Senator gegen die Einrichtung des McCarthy-Komitees und hegte 1961/62 Bedenken gegen die von Präsident John F. Kennedy geplante Invasion Kubas. Seine Zustimmung zu einer Eskalation des Vietnamkrieges bereute er später. Der spätere US-Präsident Bill Clinton, auch er ein Rhodes-Stipendiat, arbeitete in seiner Studienzeit beim damaligen Senator Fulbright.
Am 30. Juli 1961, zwei Wochen vor der Errichtung der Berliner Mauer, sagte Fulbright in einem Fernseh-Interview: „Ich verstehe nicht, weshalb die Ostdeutschen ihre Grenze nicht schon längst geschlossen haben; ich glaube, sie haben jedes Recht dazu.“ Es wird angenommen, dass Präsident Kennedy Fulbright gebeten hat, mit dieser Aussage dem sowjetischen Führer Nikita Chruschtschow zu signalisieren, dass der Bau der Mauer von den USA als akzeptierbarer Weg zur Lösung der Berlin-Krise angesehen würde.
Fulbright vertrat oft die Ansicht, die Vereinigten Staaten würden sich häufig zu sehr in die inneren Angelegenheiten anderer Staaten einmischen. Während seiner gesamten politischen Karriere war Fulbright ein Anhänger internationalen Rechts und der Vereinten Nationen (UN). Trotz seiner liberalen Ansichten unterstützte Fulbright als Abgeordneter aus dem Süden der USA die Beibehaltung der Rassentrennung und stimmte sowohl gegen den Civil Rights Act of 1964 als auch gegen den Voting Rights Act, der der schwarzen Bevölkerung in den USA das volle Wahlrecht zusprach. Er unterzeichnete das Southern Manifesto.

## Fulbright-Programm
International ist Fulbright heute vor allem durch das schon zu seinen Lebzeiten nach ihm benannte Fulbright-Programm der Fulbright-Kommission bekannt, das auf seine Anregung im Jahre 1944 hin bereits am 1. August 1946 mit dem Ziel beschlossen wurde, Studenten, Lehrern und Professoren den Austausch zwischen ihrem Heimatland und den Vereinigten Staaten zu ermöglichen und so das Verständnis zwischen Völkern und Kulturen zu fördern. Er bezog sich dabei auf seine Erfahrungen in Oxford. Zur Finanzierung sollte ein Teil des Erlöses dienen, der durch den Verkauf von überschüssigen und nicht in die Staaten zurückgeführten amerikanischen Kriegsgütern erzielt wurde (in Deutschland die sogenannten Stegwaren). Der erste Austausch begann im Akademischen Jahr 1948/49 mit China, danach mit anderen verbündeten Ländern. Österreich folgte 1951/52, die Bundesrepublik Deutschland 1953/54.

## Ehrungen
1950 wurde Fulbright in die American Academy of Arts and Sciences und 1953 in die American Philosophical Society gewählt. 1966 wurde er von der Académie royale des Sciences, des Lettres et des Beaux-Arts de Belgique als assoziiertes Mitglied aufgenommen. Am 5. Mai 1993 erhielt er die Freiheitsmedaille, die höchste zivile Auszeichnung der USA. Außerdem wurde er mit dem Verdienstorden der Republik Polen (Komtur mit Stern) ausgezeichnet.
Der mit 50.000 US-Dollar dotierte J. William Fulbright Prize for International Understanding wird seit 1993 verliehen. Erster Empfänger war Nelson Mandela. 2019 erhielt Angela Merkel den Preis.